# Львівська національна наукова бібліотека України імені Василя Стефаника
Льв́івська націона́льна науко́ва бібліоте́ка Укра́їни ́імені Василя́ Стефа́ника — національна бібліотека України у Львові, науково-дослідний інститут Відділення історії, філософії та права НАН України.

## Історія
Наукова бібліотека імені Стефаника була заснована 2 січня 1940 року на основі 84 відомчих і приватних бібліотек Львова та Західної України. Головний корпус влаштовано на базі закритого Інституту Оссолінських. В збірку увійшли фонди бібліотеки НТШ і Народного дому у Львові, товариства «Просвіта», частина бібліотеки і архіву Ставропігійного інституту, конфісковані бібліотеки монастирів, приватні збірки, близько 70 % фондів Оссолінеуму.
У скрутні часи бібліотеку підтримував художник Микола Бідняк. У бібліотеці працювала дитяча письменниця Марія Штеліга.
У Бібліотеці функціонують 3 науково-дослідних інститути: Науково-дослідний інститут пресознавства, Інститут досліджень бібліотечних мистецьких ресурсів та Інститут сучасних інформаційно-бібліотечних технологій. До складу Бібліотеки входять 19 науково-дослідних відділів, 8 науково-прикладних та 2 технічних структурних підрозділи.
Універсальними інформаційними ресурсами Бібліотеки користується близько 200 тис. користувачів, яким щорічно видається до 800 тис. документів. Інформаційне обслуговування науковців, фахівців, аспірантів і студентів здійснюється у 18 галузевих та спеціалізованих залах.
21 квітня 2017 року у Львівській національній науковій бібліотеці України імені Василя Стефаника відкрили меморіальний музей пам'яті Івана Крип'якевича.

## Фахівці
У бібліотеці працювало 426 фахівців, серед них — 91 науковий співробітник, зокрема 5 докторів наук та 22 кандидати наук.
Станом на 1 січня 2018 року у бібліотеці працюють 334 особи, серед них — 61 науковець (у т. ч. 1 — член-кореспондент НАН України, доктор наук; 3 доктори наук та 29 кандидатів наук), 168 працівників на бібліотечних посадах, 105 працівників допоміжних структурних підрозділів.

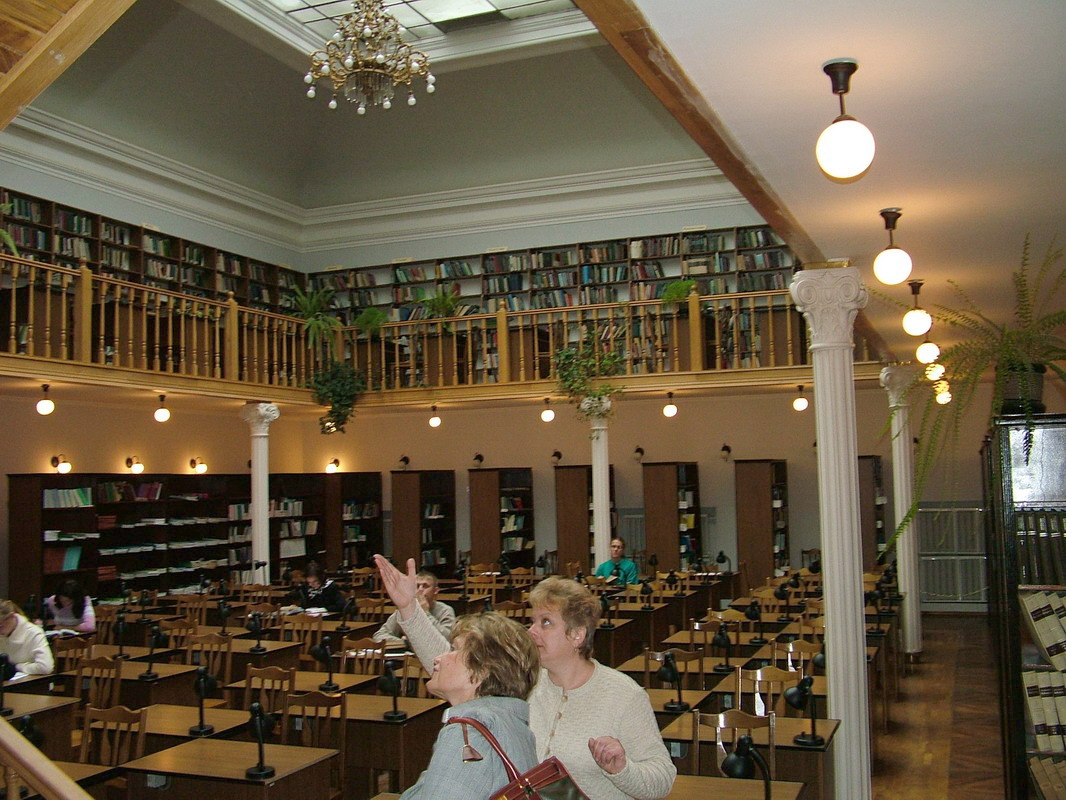
Читальна зала

- Романюк Мирослав Миколайович —Читальна зала З 1944 року установа називалася «Львівська бібліотека Академії наук УРСР». 1963 року бібліотека була перепідпорядкована Міністерству культури УРСР і стала «Львівською державною науковою бібліотекою Міністерства культури УРСР», проте 1969 року знову перейшла у відання Академії наук. 1971 року бібліотеці надали ім'я Василя Стефаника, 1989 року Бібліотека отримала статус науково-дослідного інституту. За ці роки сформовано книгознавчу, бібліографознавчу та пресознавчу наукові школи, які здійснюють підготовку матеріалів та формування електронної бази даних для створення національної бібліографії українського друку, 1989 року — статус науково-дослідного інституту. З 1994 бібліотека отримала назву «Львівська наукова бібліотека України імені Василя Стефаника». 10 квітня 2008 року Президент України Віктор Ющенко надав їй статус національної. 8 лютого 2018 року бібліотеку очолив Ферштей Василь Васильович[5].

## Колекція

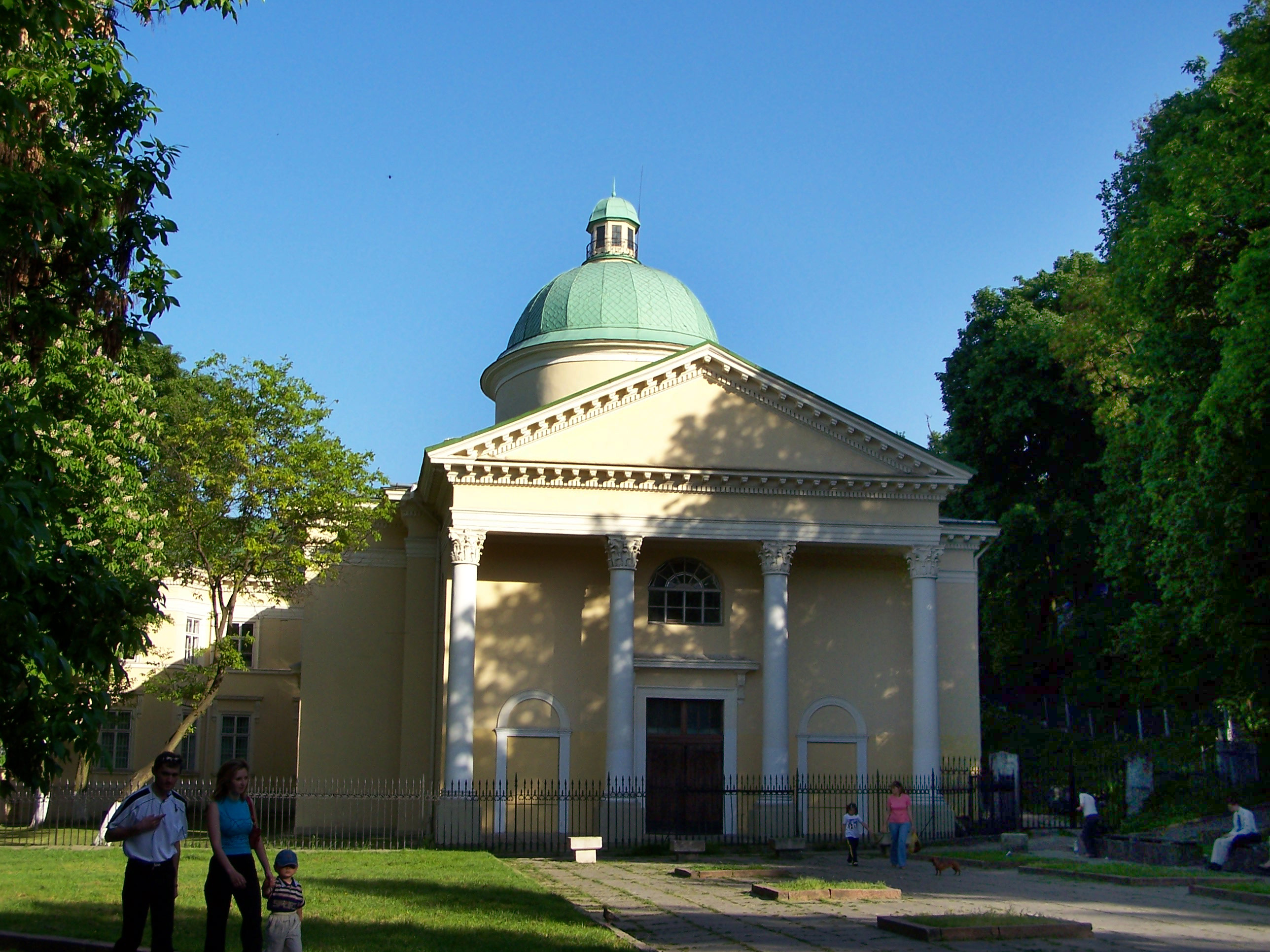
Книгосховище, колишня монастирська каплиця

До колекції належать прижиттєві видання творів Тараса Шевченка, Івана Франка, Лесі Українки, Михайла Коцюбинського, Миколи Гоголя, Віктора Гюго, Оноре де Бальзака, Олександра Дюма, Чарлза Діккенса, Адама Міцкевича, Льва Толстого, Антона Чехова, Олександра Пушкіна, Михайла Лермонтова і багатьох інших письменників. Одними з найцінніших придбань бібліотеки є оригінали листів Богдана Хмельницького, Івана Франка, Лесі Українки, Віктора Гюго, Володимира Короленка, Ольги Кобилянської, Василя Стефаника, Осипа Маковея, Максима Горького та інших.
Фонди бібліотеки складають понад 7 мільйонів одиниць збереження, зокрема 250 тисяч рідкісних видань, понад 75 тисяч рукописів, близько 38 тисяч нотних видань, 49 інкунабул тощо.
На 1 січня 2011 році у бібліотеці зберігається понад 8 млн одиниць зберігання, зокрема найвагоміше у світі зібрання україніки — це рукописні та друковані видання XI — початку XX століття; особові архівні фонди XVIII–XX століть; українська й іншомовна періодика XIX—першої половини XX століття (понад 3 млн одиниць зберігання); унікальні колекції інкунабул (50 одиниць зберігання), палеотипів (більше 800 одиниць зберігання), стародруків (близько 120 тис. одиниць зберігання), і картографічних видань XVI–XVIII століть (понад 22 тис. одиниць зберігання). Окрім того, ЛННБ України імені В. Стефаника — єдина в Україні книгозбірня, яка володіє творами українського і світового мистецтва — гравюрами, скульптурами, рисунками, акварелями, гуашами, фотографіями та найбільшою в Україні колекцією нотних творів вітчизняних і зарубіжних композиторів (378 тис. одиниць зберігання).

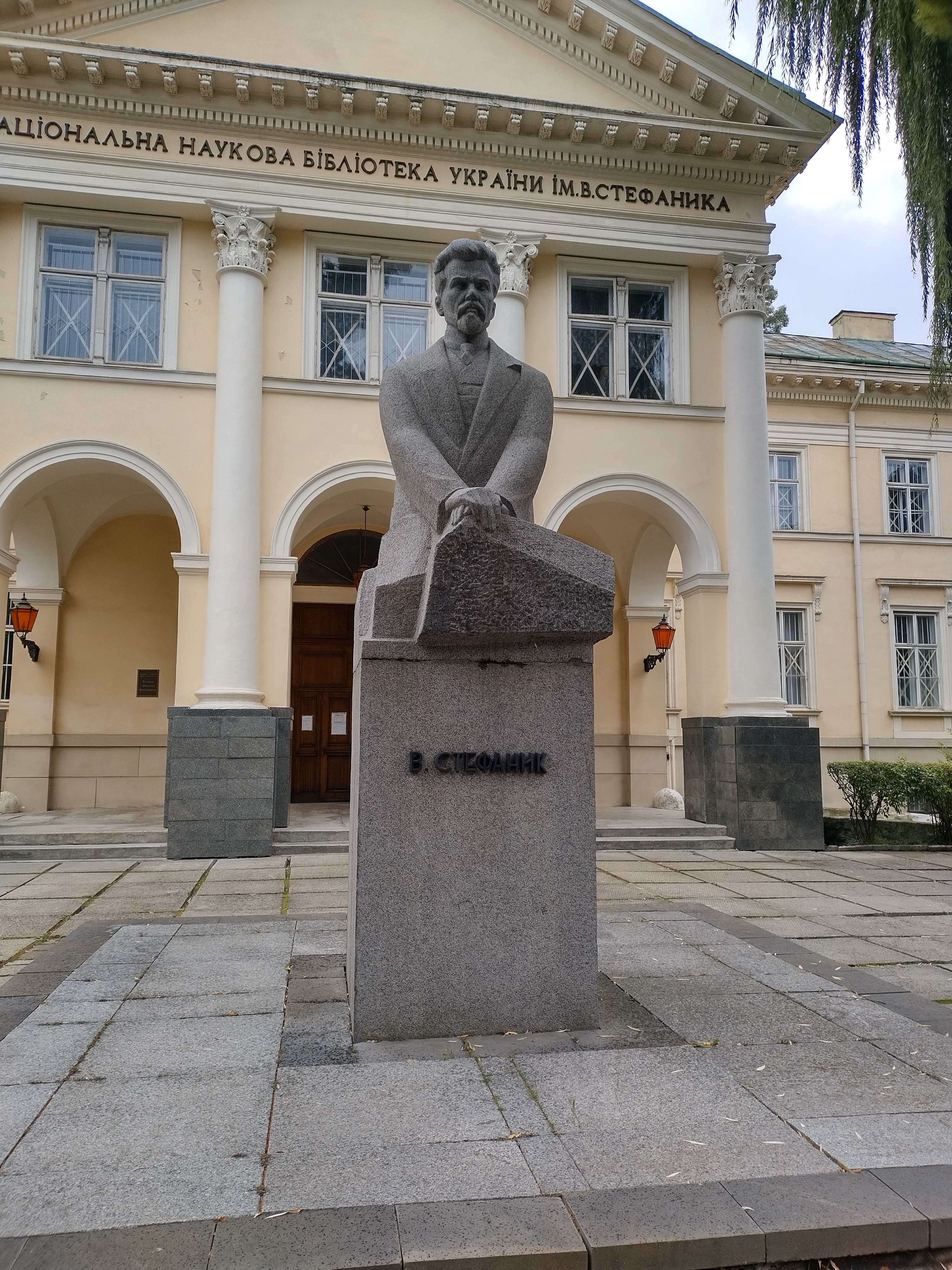
Пам'ятник Василю Стефанику біля головного входу

Постановою Кабінету Міністрів України № 1709 від 19.12.2001 року унікальні колекції та зібрання Бібліотеки, серед яких: інкунабули, палеотипи, рукописні книги XI—XVIII століть; книжкові і періодичні видання, що виходили в Україні і поза її межами у XVIII—XX століть; оригінальні твори українських, західноєвропейських, китайських, японських художників (рисунки, акварелі, гравюри) й один із найбільших в Україні нотний фонд і цінна картографічна колекція, віднесені до наукових об'єктів, що визначені як національне надбання. Загальний обсяг фондів, що мають виняткове значення для української науки і не можуть бути відтворені у разі їх втрати або руйнування, становить 3 млн 725 тис. одиниць зберігання.

## Науково-дослідна діяльність
Бібліотека видає низку наукових фахових видань, зокрема, збірники наукових праць «Записки Львівської наукової бібліотеки ім. В. Стефаника» та «Збірник праць Науково-дослідного центру періодики»; регулярно проводить наукові конференції, науково-просвітницькі та інші заходи.
- Ферштей Василь Васильович — генеральний директор.
- Сварник Галина Іванівна — завідувач Науково-дослідного відділу історичних колекцій.
- Лоштин Назарій — науковий співробітник відділу рукописів[6].